# Marcha Nacional pela Igualdade
A Marcha Nacional pela Igualdade foi uma manifestação política ocorrida em 11 de Outubro de 2009 na capital dos Estados Unidos, Washington.
O apelo era para que as pessoas LGBT conquistasse os mesmos direitos de pessoas e casais heterossexuais, e pessoas cisgênero em todas as questões, nos 50 estados e o Distrito de Colúmbia. O evento foi organizado pelo ativista David Mixner e Clever Jones, através da organização América Através da Igualdade e da Campanha Courage. Kip Williams e Robin McGehee foram co-diretores do evento. Essa foi a primeira marcha nacional em Washigton, por direitos LGBT desde 2000.
Muitos grupos juntaram-se para a organização do evento que coincidiu com o Dia Nacional de Sair do Armário, em 11 de Outubro e marca onze anos desde o assassinato de homossexuais ocorrido na Universidade de Wyoming, por Matthew Shepard, que chamou a atenção nacional para a necessidade de leis contra crimes de ódio.
A América Através da Igualdade, que fiscalizou o evento patrocinado pela ONG Tides Center, afirmou pretender desenvolver uma rede de organizações em cada um dos 435 distritos congressionais dos Estados Unidos.

## História
Centenas de milhares de ativistas dos direitos LGBT marcharam em 11 de Outubro de 2009, em frente à Casa Branca e Capitólio dos Estados Unidos, exigindo que o presidente Barack Obama mantenha suas promessas de permitir a livre participação de pessoas homo e bissexuais nas forças armadas e trabalhar para acabar com a discriminação contra as pessoas lésbicas, gays, bissexuais e transgênero. Diferente da primeira vez em março de 1979 e outras em 1987, 1993 e 2000, que incluia apresentações  e a presença de celebridades, chegando a atrair 500.000 pessoas, o evento de 2009, objetivava ser conduzido por esforços populares e deveria ser mais discreto. Embora não tenha sido realizado uma contagem oficial, estima-se que cerca de 200.000 pessoas participaram do evento. Muitos organizadores se revoltaram devido a Proposição Califórnia 8, que revoga os direitos dos casais homossexuais de se casarem no estado.

### Discursos
Após a marcha foi organizado um comício em frente ao Capitólio e contou com mais de 30 oradores, incluindo:
- Jarrett Barrios – Presidente da Fundação Cruz Azul e Escudo Azul de Massachusetts e presidente da Aliança Gay e Lésbica Contra a Difamação (GLAAD)
- Dustin Lance Black – Roteirista, diretor, produtor estadunidense e ativista dos direitos LGBT
- Julian Bond – Presidente da Associação Nacional para o Progresso de Pessoas de Cor (NAACP), ex-senadora pelo estado da Geórgia
- Staceyann Chin – poeta, artista e ativista dos direitos LGBT.
- Daniel Choi – Veterano militar estadunidense gay.
- Lady Gaga – Cantora, bissexual e ativista dos direitos LGBTLady Gaga discursando no evento.

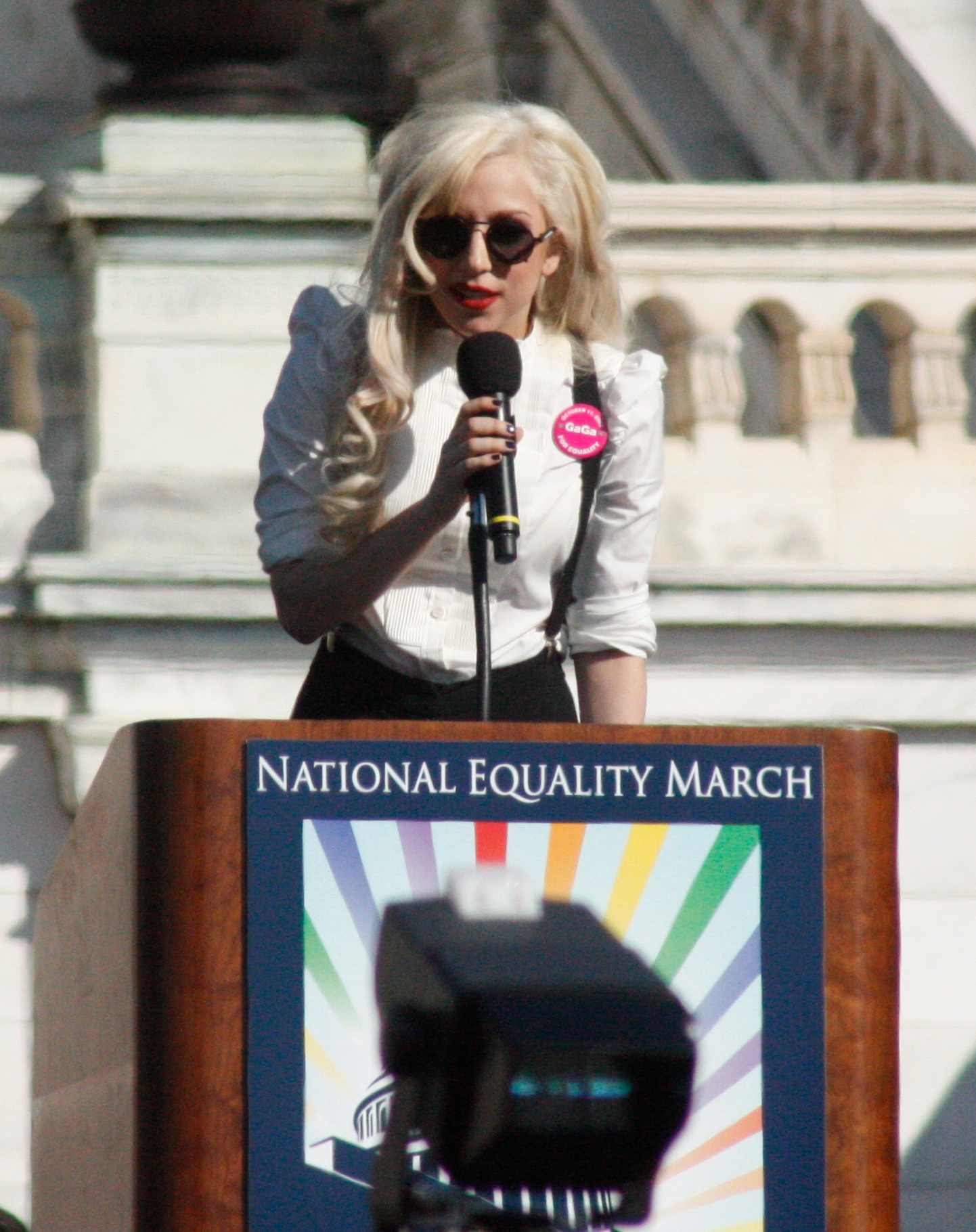
Lady Gaga discursando no evento.

- Michael Huffington - produtora cinematográfica e ex-congressista dos Estados Unidos
- Cleve Jones – Co-presidente da marcha e antigo ativista dos direitos LGBT
- David Mixner – ativista dos direitos LGBT e autor de best-sellers

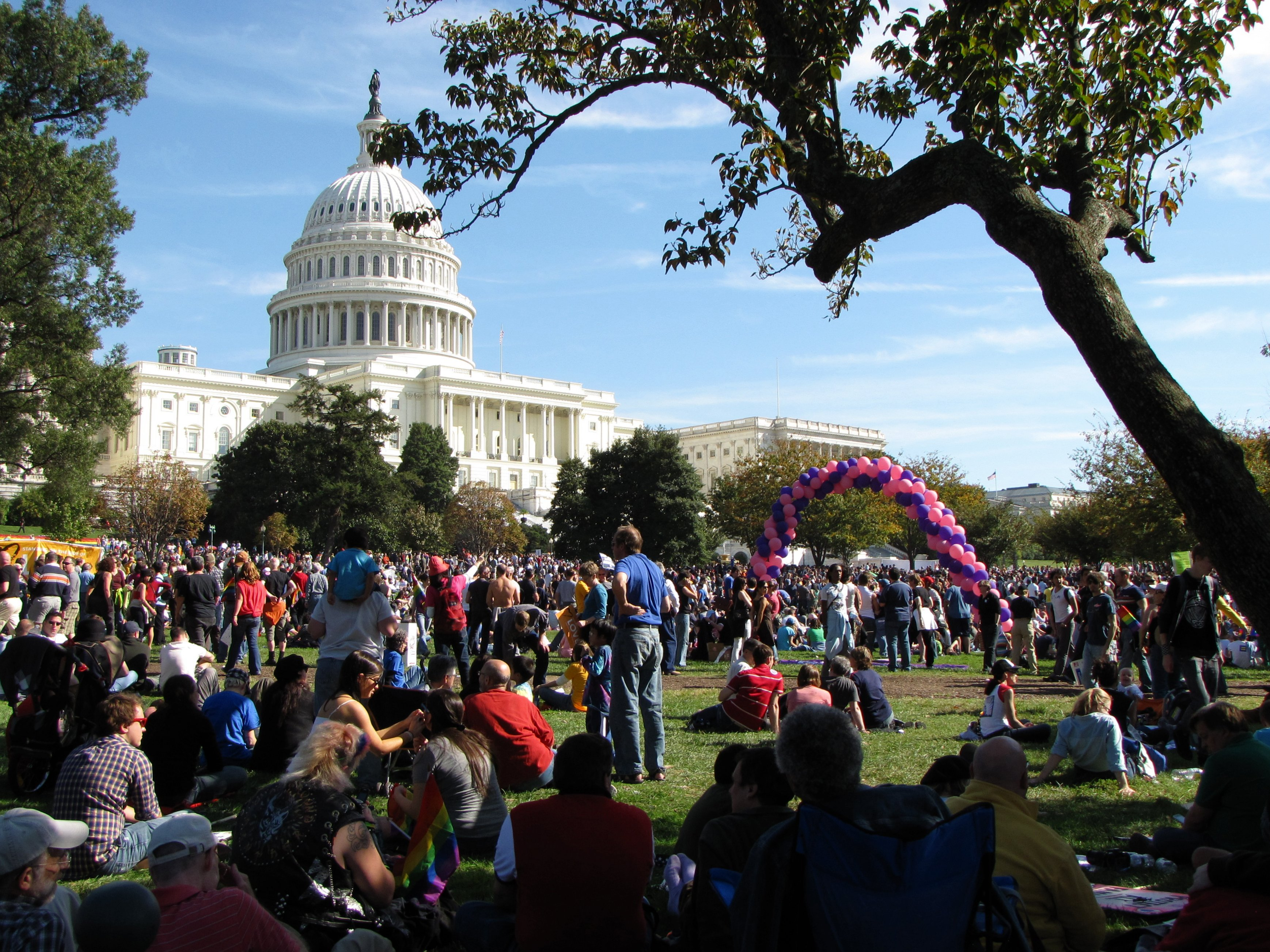
Marcha Nacional pela Igualdade.

- Nicole Murray-Ramirez – ativista dos direitos LGBT e vereadora de San Diego
- Chloe Michelle Noble – Ativista dos direitos humanos
- Cynthia Nixon – Atriz de Sex and The City
- Reverendo Troy Deroy Perry II – Fundador da Igreja da Comunidade Metropolitana
- Christine C. Quinn – primeiro orador abertamente gay do Conselho Municipal da cidade de Nova Iorque
- Bill Rosendahl – Assumidamente gay e membro do Conselho da Cidade de Los Angeles
- Judy Shepard – Mãe do estudante que assassinou brutalmente homossexuais na Universidade de Wyoming e co-fundadora da Fundação Matthew Shepard
- Babs Siperstein - Primeiro membro abertamente transgênero do Comitê Nacional Democrata
- Maxim Thorne – Vice-presidente Sênior da Associação Nacional para o Progresso de Pessoas de Cor
- Urvashi Vaid – Ativista dos direitos LGBT
- Lawrence Webb – Primeiro funcionário gay e membro eleito para o Conselho da Cidade de Falls Church, na Virgínia
- Sherry Wolf - Ator, ativista dos direitos LGBT e socialista
- Kit Yan - Poeta, música, ativista e transgênero

### Menções e Apóio
A Marcha Nacional para a Igualdade, foi aprovada por muitas das principais organizações LGBT dos Estados Unidos, incluindo a Aliança Gay e Lésbica Contra a Difamação, Companhia dos Direitos Humanos, Igrejas da Comunidade Metropolitana, a Força-Tarefa Nacional de Gays e Lésbicas, e Pais, Famílias e Amigos de Gays e Lésbicas. Além disso, o evento teve o apoio de outras organizações, como o sindicato de atores dos Estados Unidos, incluindo membros do do sindicato. Além desses, a marcha foi apoiada por outros indivíduos e políticos, como o líder da maioria no Senado, Harry Reid, líderes religiosos, como o rabino e presidente da União pela Reforma do Judaísmo, Eric Yoffie, entre outros.